# Вилценберг-Хусвајлер
Вилценберг-Хусвајлер (њем. Wilzenberg-Hußweiler) општина је у њемачкој савезној држави Рајна-Палатинат. Једно је од 96 општинских средишта округа Биркенфелд. Према процјени из 2010. у општини је живјело 303 становника. Посједује регионалну шифру (AGS) 7134094.

## Географски и демографски подаци
Вилценберг-Хусвајлер се налази у савезној држави Рајна-Палатинат у округу Биркенфелд. Општина се налази на надморској висини од 350 метара. Површина општине износи 6,5 km². У самом мјесту је, према процјени из 2010. године, живјело 303 становника. Просјечна густина становништва износи 47 становника/km².